# DDR-Fußball-Oberliga 1969/70
Die DDR-Oberliga 1969/70 war die 21. Auflage der höchsten Spielklasse der DDR. Meister wurde zum dritten Mal der FC Carl Zeiss Jena. Die Saison begann am 23. August 1969 und endete am 30. Mai 1970.

## Vor der Saison
Durch den Aufstieg der BSG Stahl Eisenhüttenstadt war mit dem Bezirk Frankfurt 20 Jahre nach dem Start der Oberliga auch der letzte DDR-Bezirk wenigstens eine Saison in der obersten Spielklasse vertreten. Alle anderen Bezirke hatten bereits vorher Oberligisten gestellt, wobei allerdings die BSG Vorwärts Schwerin in der Premierensaison an der Oberliga teilnahm, als es den Bezirk Schwerin noch nicht gab. Auch im 20. Jahr ihres Bestehens wurde die Oberliga durch den Süden dominiert: neun der 14 Mannschaften kamen aus den südlichen Bezirken, wobei der Bezirk Karl-Marx-Stadt weiterhin mit drei Teams herausragte.

## Saisonverlauf

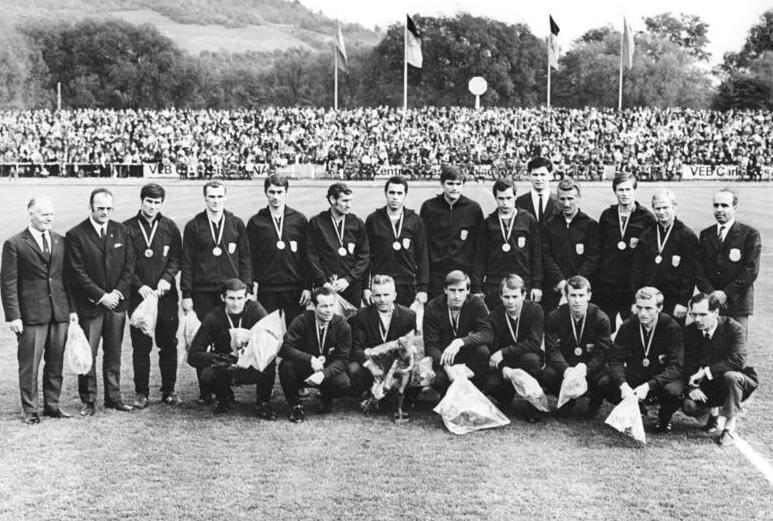
Der FC Carl Zeiss Jena wurde überlegen DDR-Meister.

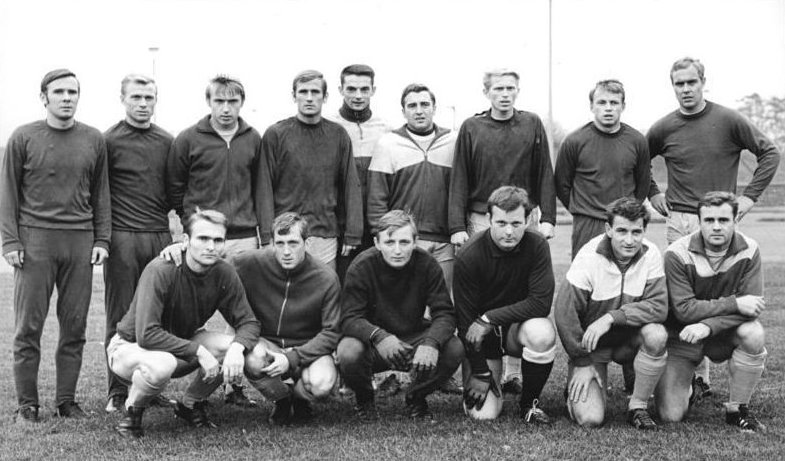
Die Mannschaft von Hansa Rostock erreichte knapp den Klassenerhalt.

Die Meisterschaft war geprägt vom Zweikampf der Meister der beiden letzten Jahre Vorwärts Berlin und Carl Zeiss Jena, wobei Berlin die Hin- und Jena die Rückrunde dominierte. Da Vorwärts in der Rückrunde zu schwach agierte, war die Meisterschaft nach dem 23. Spieltag praktisch entschieden, nachdem Jena bereits sechs Punkte sowie 15 Tore vor Berlin lag. Diesen Vorsprung konnte der Titelverteidiger Vorwärts nicht mehr einholen und wurde zudem am letzten Spieltag vom neuen Meister Jena im eigenen Stadion mit 0:5 geschlagen. Auf Platz drei landete Dynamo Dresden und qualifizierte sich so für den Messestädte-Pokal. Es war die beste Platzierung, die ein Aufsteiger je in der Oberliga-Geschichte erreichte (nur der 1. FC Magdeburg erreichte 1968 ebenfalls Platz drei). Dahinter platzierte sich Chemie Leipzig.
In vielerlei Hinsicht stellte diese Spielzeit eine Zäsur dar. So bedeutete sie das Ende von Vorwärts’ dominanter Zeit in der Oberliga. Danach spielten die Armeefußballer nie wieder eine große Rolle im Meisterschaftskampf (nur 1983 wurde man noch einmal mit großem Abstand hinter dem BFC Dynamo Vizemeister) und stiegen nach der Delegierung nach Frankfurt (Oder) sogar ab. Auch Chemie Leipzig sollte nie wieder derartig erfolgreich agieren, stattdessen entwickelten sich die „Chemiker“ zu einer Fahrstuhlmannschaft. Ähnliches traf auf das Team von Hansa Rostock zu, das in den 1960ern noch regelmäßig um die Meisterschaft mitspielte.
Auf der anderen Seite markierte die Saison den Startpunkt für eine über 20 Jahre andauernde Ära für Dynamo Dresden, in der man u. a. sieben Meisterschaften gewann. Zusammen mit Jena, Magdeburg und später dem BFC Dynamo wurde Dresden eine der prägendsten Mannschaften im DDR-Fußball der 1970er und 1980er Jahre.
Der andere Aufsteiger und Oberliga-Neuling aus Eisenhüttenstadt dagegen konnte nicht mit den anderen Teams mithalten und belegte ab dem 13. Spieltag bis zum Schluss den letzten Tabellenplatz. Erst 1989 spielte Eisenhüttenstadt wieder in der Oberliga. Begleitet wurde „Hütte“ überraschend vom Meister von 1967, dem FC Karl-Marx-Stadt. Der FCK verspielte seine letzte Chance auf den Klassenerhalt am letzten Spieltag ausgerechnet gegen den Rivalen aus Aue, als man daheim 1:2 verlor. Damit waren die Rostocker (die in Zwickau 0:1 verloren) gerettet.

## Abschlusstabelle
| Pl. | Verein                         | Sp. | S  | U  | N  | Tore    | Diff. | Punkte |
| --- | ------------------------------ | --- | -- | -- | -- | ------- | ----- | ------ |
| 1.  | FC Carl Zeiss Jena             | 26  | 16 | 7  | 3  | 050:160 | +34   | 39:13  |
| 2.  | FC Vorwärts Berlin (M)         | 26  | 12 | 8  | 6  | 043:340 | +9    | 32:20  |
| 3.  | SG Dynamo Dresden (N)          | 26  | 13 | 5  | 8  | 036:260 | +10   | 31:21  |
| 4.  | BSG Chemie Leipzig             | 26  | 11 | 8  | 7  | 033:270 | +6    | 30:22  |
| 5.  | BSG Sachsenring Zwickau        | 26  | 9  | 10 | 7  | 025:260 | −1    | 28:24  |
| 6.  | Berliner FC Dynamo             | 26  | 10 | 8  | 8  | 029:320 | −3    | 28:24  |
| 7.  | BSG Wismut Aue                 | 26  | 10 | 7  | 9  | 031:340 | −3    | 27:25  |
| 8.  | 1. FC Magdeburg (P)            | 26  | 10 | 4  | 12 | 037:370 | ±0    | 24:28  |
| 9.  | FC Rot-Weiß Erfurt             | 26  | 8  | 8  | 10 | 032:400 | −8    | 24:28  |
| 10. | Hallescher FC Chemie           | 26  | 8  | 6  | 12 | 035:340 | +1    | 22:30  |
| 11. | BSG Stahl Riesa                | 26  | 9  | 4  | 13 | 031:350 | −4    | 22:30  |
| 12. | FC Hansa Rostock               | 26  | 7  | 7  | 12 | 022:330 | −11   | 21:31  |
| 13. | FC Karl-Marx-Stadt             | 26  | 7  | 5  | 14 | 027:420 | −15   | 19:33  |
| 14. | BSG Stahl Eisenhüttenstadt (N) | 26  | 5  | 7  | 14 | 021:360 | −15   | 17:35  |

| (M) | Meister der letzten Saison     |
| (P) | Pokalsieger der letzten Saison |
| (N) | Aufsteiger der letzten Saison  |

| Aufsteiger aus der DDR-Liga 1969/70: 1. FC Union Berlin, 1. FC Lokomotive Leipzig |

## Kreuztabelle
Die Kreuztabelle stellt die Ergebnisse aller Spiele dieser Saison dar. Die Heimmannschaft ist in der linken Spalte aufgelistet und die Gastmannschaft in der obersten Reihe.
| 1969/70 | 1969/70                    | FC Carl Zeiss Jena | FC Vorwärts Berlin | SG Dynamo Dresden | BSG Chemie Leipzig | BSG Sachsenring Zwickau | Berliner FC Dynamo | BSG Wismut Aue | 1. FC Magdeburg | FC Rot-Weiß Erfurt | Hallescher FC Chemie | BSG Stahl Riesa | F.C. Hansa Rostock | FC Karl-Marx-Stadt | BSG Stahl Eisenhüttenstadt |
| 01.     | FC Carl Zeiss Jena         |                    | 3:1                | 2:0               | 3:0                | 1:1                     | 2:0                | 3:1            | 4:1             | 3:1                | 2:1                  | 3:0             | 3:0                | 1:1                | 2:0                        |
| 02.     | FC Vorwärts Berlin         | 0:5                |                    | 1:1               | 1:1                | 1:1                     | 5:2                | 2:0            | 1:1             | 2:0                | 2:1                  | 2:0             | 1:1                | 3:2                | 3:0                        |
| 03.     | SG Dynamo Dresden          | 1:2                | 1:1                |                   | 2:1                | 3:0                     | 0:0                | 3:0            | 2:0             | 1:0                | 3:0                  | 0:1             | 2:0                | 2:1                | 6:0                        |
| 04.     | BSG Chemie Leipzig         | 1:0                | 0:1                | 1:1               |                    | 1:0                     | 1:0                | 3:0            | 1:0             | 4:1                | 1:1                  | 0:0             | 2:1                | 1:1                | 2:1                        |
| 05.     | BSG Sachsenring Zwickau    | 1:1                | 1:0                | 3:0               | 1:1                |                         | 2:0                | 1:1            | 2:1             | 0:0                | 3:0                  | 2:0             | 1:0                | 2:0                | 1:0                        |
| 06.     | Berliner FC Dynamo         | 1:1                | 1:0                | 3:1               | 0:3                | 1:1                     |                    | 1:0            | 3:0             | 1:0                | 2:1                  | 2:1             | 0:0                | 2:2                | 3:1                        |
| 07.     | BSG Wismut Aue             | 0:0                | 2:2                | 0:1               | 3:2                | 3:0                     | 0:2                |                | 3:1             | 2:2                | 1:0                  | 2:0             | 0:0                | 2:1                | 0:0                        |
| 08.     | 1. FC Magdeburg            | 1:3                | 3:0                | 1:1               | 2:1                | 2:0                     | 3:0                | 0:1            |                 | 1:1                | 3:1                  | 1:0             | 4:0                | 3:1                | 2:1                        |
| 09.     | FC Rot-Weiß Erfurt         | 0:3                | 2:0                | 4:1               | 1:1                | 1:1                     | 1:1                | 2:2            | 2:1             |                    | 0:3                  | 3:2             | 3:1                | 2:1                | 1:0                        |
| 10.     | Hallescher FC Chemie       | 1:1                | 2:3                | 0:1               | 3:1                | 4:0                     | 4:1                | 2:0            | 1:1             | 1:0                |                      | 1:1             | 0:1                | 4:1                | 0:0                        |
| 11.     | BSG Stahl Riesa            | 2:1                | 1:3                | 0:1               | 1:2                | 2:0                     | 1:1                | 2:3            | 3:1             | 4:2                | 1:2                  |                 | 3:0                | 3:0                | 1:0                        |
| 12.     | FC Hansa Rostock           | 0:1                | 2:2                | 3:0               | 2:0                | 2:0                     | 1:2                | 1:0            | 1:0             | 1:2                | 1:1                  | 0:0             |                    | 0:1                | 2:1                        |
| 13.     | FC Karl-Marx-Stadt         | 1:0                | 0:3                | 0:2               | 1:1                | 1:1                     | 1:0                | 1:2            | 0:4             | 2:0                | 2:1                  | 3:0             | 2:0                |                    | 0:1                        |
| 14.     | BSG Stahl Eisenhüttenstadt | 0:0                | 1:3                | 2:0               | 0:1                | 0:0                     | 0:0                | 2:3            | 4:0             | 1:1                | 2:0                  | 0:2             | 2:2                | 2:1                |                            |

## Statistik

### Die Meistermannschaft
| FC Carl Zeiss Jena |
| --- |
| Wolfgang Blochwitz (26 Spiele / Tore -) Peter Rock (23 / 3), Michael Strempel (26 / 4), Udo Preuße (23 / 5), Werner Krauß (26 / 1) Harald Irmscher (26 / 5), Helmut Stein (25 / 9), Rainer Schlutter (21 / 2) Peter Ducke (24 / 8), Roland Ducke (26 / 2), Dieter Scheitler (26 / 9) Trainer: Georg Buschner |
| außerdem: Jürgen Werner (14 / -), Gerd Brunner (11 / -), Bernd Krauß (5 / 2), Hans Meyer (2 / -) |
| ohne Einsatz: Hans-Ulrich Grapenthin (Tor) |

### Tore
In den 182 Punktspielen fielen 452 Tore, im Schnitt 2,48 pro Spiel. Das torreichste Spiel mit sieben Treffern war Vorwärts Berlin – BFC Dynamo mit 5:2 am 5. Spieltag. Der höchste Sieg war das 6:0 von Dynamo Dresden gegen Stahl Eisenhüttenstadt am fünften Spieltag.
Otto Skrowny von der BSG Chemie Leipzig wurde erstmals Torschützenkönig der Oberliga. Seine zwölft Tore stellten allerdings einen Negativrekord dar – kein anderer Spieler wurde mit so wenig Toren Torschützenkönig. Insgesamt zeichneten sich 139 Spieler als Torschützen aus, hinzu kamen fünf Eigentore.
Vier Spielern gelangen drei Tore in einem Spiel: Piepenburg (Vorwärts Berlin) gegen Riesa (4. Spiel), Heidler und Gumz (beide Dresden) gegen Eisenhüttenstadt (5. Spiel) sowie Lehmann (Riesa) gegen Erfurt (13. Spiel).
|    | Spieler           | Mannschaft           | Tore |
| -- | ----------------- | -------------------- | ---- |
| 1. | Otto Skrowny      | BSG Chemie Leipzig   | 12   |
| 2. | Horst Begerad     | FC Vorwärts Berlin   | 11   |
| 3. | Roland Nowotny    | Hallescher FC Chemie | 10   |
| 4. | Klaus Lehmann     | BSG Stahl Riesa      | 09   |
| 4. | Dieter Scheitler  | FC Carl Zeiss Jena   | 09   |
| 4. | Jürgen Sparwasser | 1. FC Magdeburg      | 09   |
| 4. | Helmut Stein      | FC Carl Zeiss Jena   | 09   |

### Zuschauer
Insgesamt sahen 1.934.000 Zuschauer die 182 Oberligaspiele, das ergibt einen Schnitt von 10.629 Zuschauern pro Spiel. Den höchsten Zuschauerschnitt verzeichneten erneut Dresden (18.500), Chemie Leipzig (17.538) und Halle (15.577), während am Ende der Zuschauertabelle ebenfalls wie in den Vorjahren die beiden Berliner Klubs Dynamo (4.692) und Vorwärts (5.692) lagen. Die größte Zuschauerkulisse bedeuteten jeweils 25.000 zu den Spielen Dynamo Dresden – Hansa Rostock (1. Sp.), Dynamo Dresden – Vorwärts Berlin (10. Sp.) und HFC Chemie – Vorwärts Berlin (25. Sp.). Am wenigsten Zuschauer (jeweils 2.000) waren bei den Spielen zwischen Vorwärts Berlin und Wismut Aue (3. Spieltag) sowie dem BFC Dynamo und Rot-Weiß Erfurt (14. Spieltag).
| Mannschaft                 | Gesamt  | {\displaystyle \varnothing } | Heim    | {\displaystyle \varnothing } | Auswärts | {\displaystyle \varnothing } |
| -------------------------- | ------- | ---------------------------- | ------- | ---------------------------- | -------- | ---------------------------- |
| FC Carl Zeiss Jena         | 299.000 | 11.500                       | 120.000 | 09.231                       | 179.000  | 13.769                       |
| FC Vorwärts Berlin         | 247.000 | 09.500                       | 074.000 | 05.692                       | 173.000  | 13.308                       |
| SG Dynamo Dresden          | 374.500 | 14.404                       | 240.500 | 18.500                       | 134.000  | 10.308                       |
| BSG Chemie Leipzig         | 388.000 | 14.923                       | 228.000 | 17.538                       | 160.000  | 12.308                       |
| BSG Sachsenring Zwickau    | 246.000 | 09.462                       | 116.500 | 08.962                       | 129.500  | 09.962                       |
| Berliner FC Dynamo         | 179.000 | 06.885                       | 061.000 | 04.692                       | 118.000  | 09.077                       |
| BSG Wismut Aue             | 249.000 | 09.577                       | 123.000 | 09.462                       | 126.000  | 09.692                       |
| 1. FC Magdeburg            | 286.000 | 11.000                       | 146.500 | 11.269                       | 139.500  | 10.731                       |
| FC Rot-Weiß Erfurt         | 229.500 | 08.827                       | 123.500 | 09.500                       | 106.000  | 08.154                       |
| Hallescher FC Chemie       | 331.000 | 12.731                       | 202.500 | 15.577                       | 128.500  | 09.885                       |
| BSG Stahl Riesa            | 267.500 | 10.288                       | 129.500 | 09.962                       | 138.000  | 10.615                       |
| FC Hansa Rostock           | 290.000 | 11.154                       | 146.500 | 11.269                       | 143.500  | 11.038                       |
| FC Karl-Marx-Stadt         | 282.500 | 10.865                       | 137.500 | 10.577                       | 145.000  | 11.154                       |
| BSG Stahl Eisenhüttenstadt | 220.000 | 08.462                       | 095.500 | 07.346                       | 124.500  | 09.577                       |

### Verschiedenes
- 281 Spieler kamen zum Einsatz, davon waren 36 in allen Punktspielen dabei.
- Es gab 101 Heimsiege, 47 Unentschieden und 34 Auswärtssiege.
- 14 Feldverweise und 235 Verwarnungen verhängten die Unparteiischen.

## Fußballer des Jahres
Nach der Saison wurde Roland Ducke vom FC Carl Zeiss Jena zum ersten Mal als Fußballer des Jahres 1970 ausgezeichnet. Eberhard Vogel, der diese Auszeichnung im Vorjahr erhalten hatte, bekam bei der Abstimmung die zweitmeisten Stimmen.
|    | Spieler        | Mannschaft              | Punkte |
| -- | -------------- | ----------------------- | ------ |
| 1. | Roland Ducke   | FC Carl Zeiss Jena      | 362    |
| 2. | Eberhard Vogel | FC Karl-Marx-Stadt      | 182    |
| 3. | Jürgen Croy    | BSG Sachsenring Zwickau | 147    |

## FDGB-Pokal
Der FDGB-Pokal wurde in dieser Spielzeit vom Vizemeister Vorwärts Berlin gewonnen. Die Berliner gewannen im Finale gegen den frisch gekürten Oberliga-Aufsteiger Lokomotive Leipzig, der zuvor die Oberligisten Rostock, Dresden und Riesa besiegt hatte.

## Internationale Wettbewerbe
Erstmals nach elf Jahren erreichte mit dem FC Vorwärts Berlin ein DDR-Vertreter im Europapokal der Landesmeister wieder das Viertelfinale. Dort unterlagen die Berliner dem späteren Cup-Gewinner Feijenoord Rotterdam. Im Europapokal der Pokalsieger scheiterte Magdeburg in der zweiten Runde an Académica de Coimbra. Im Messestädte-Pokal unterlag Hansa Rostock ebenfalls in der zweiten Runde Inter Mailand, während Carl Zeiss Jena das Viertelfinale erreichte und dort gegen Ajax Amsterdam ausschied. Am Intertoto-Cup 1969 nahmen dieses Mal keine DDR-Vertreter teil.